# Campionati mondiali juniores di sci alpino 2010
I Campionati mondiali juniores di sci alpino 2010 si sono svolti in Francia, nella regione del Monte Bianco in Alta Savoia, dal 30 gennaio al 6 febbraio. Il programma ha incluso gare di discesa libera, supergigante, slalom gigante, slalom speciale e combinata, tutte sia maschili sia femminili. A contendersi i titoli di campioni mondiali juniores sono stati i ragazzi e le ragazze nati tra il 1990 e il 1994.

## Risultati

### Uomini

#### Discesa libera
| Pos. | Atleta                  | Nazione     | Tempo   |
| ---- | ----------------------- | ----------- | ------- |
| 1    | Mattia Casse            | Italia      | 1:19,32 |
| 2    | Frederic Berthold       | Austria     | 1:19,43 |
| 3    | Boštjan Kline           | Slovenia    | 1:19,45 |
| 4    | Kelby Halbert           | Canada      | 1:19,55 |
| 5    | Manuel Wieser           | Austria     | 1:19,72 |
| 6    | Klaus Brandner          | Germania    | 1:19,86 |
| 7    | Christoffer Kyllingstad | Norvegia    | 1:19,91 |
| 8    | Maxence Muzaton         | Francia     | 1:19,97 |
| 9    | Wiley Maple             | Stati Uniti | 1:19,97 |
| 10   | Matthias Mayer          | Austria     | 1:20,04 |

Data: 4 febbraio

Località: Megève

#### Supergigante
| Pos. | Atleta            | Nazione  | Tempo   |
| ---- | ----------------- | -------- | ------- |
| 1    | Maxence Muzaton   | Francia  | 1:29,71 |
| 2    | Espen Lysdahl     | Norvegia | 1:29,94 |
| 3    | Mattia Casse      | Italia   | 1:30,18 |
| 4    | Jonas Fravi       | Svizzera | 1:30,36 |
| 5    | Alexis Pinturault | Francia  | 1:30,57 |
| 6    | Nico Caprez       | Svizzera | 1:30,73 |
| 7    | Manuel Wieser     | Austria  | 1:30,83 |
| 8    | Justin Murisier   | Svizzera | 1:30,90 |
| 9    | Frederic Berthold | Austria  | 1:30,95 |
| 10   | Arnaud Dunand     | Francia  | 1:30,96 |

Data: 1º febbraio

Località: Megève

#### Slalom gigante
| Pos. | Atleta             | Nazione     | Tempo   |
| ---- | ------------------ | ----------- | ------- |
| 1    | Mathieu Faivre     | Francia     | 2:17,55 |
| 2    | Stefan Luitz       | Germania    | 2:18,32 |
| 3    | Espen Lysdahl      | Norvegia    | 2:18,51 |
| 4    | Vincent Kriechmayr | Austria     | 2:18,55 |
| 5    | Victor Malmström   | Finlandia   | 2:18,58 |
| 6    | Will Gregorak      | Stati Uniti | 2:18,63 |
| 7    | Manuel Wieser      | Austria     | 2:18,64 |
| 8    | Marcel Mathis      | Austria     | 2:18,78 |
| 9    | Justin Murisier    | Svizzera    | 2:18,79 |
| 10   | Antonio Fantino    | Italia      | 2:18,84 |

Data: 31 gennaio

Località: Les Houches

#### Slalom speciale
| Pos. | Atleta                    | Nazione     | Tempo   |
| ---- | ------------------------- | ----------- | ------- |
| 1    | Reto Schmidiger           | Svizzera    | 1:30,97 |
| 2    | Lukas Tippelreither       | Austria     | 1:31,80 |
| 3    | Sergej Majtakov           | Russia      | 1:32,01 |
| 4    | Simen Ramberg Christensen | Norvegia    | 1:32,35 |
| 5    | Timi Gasperin             | Slovenia    | 1:32,36 |
| 6    | Mattia Casse              | Italia      | 1:32,62 |
| 7    | Colby Granstrom           | Stati Uniti | 2:32,79 |
| 8    | Juho-Pekka Penttinen      | Finlandia   | 2:33,10 |
| 9    | Santeri Paloniemi         | Finlandia   | 2:33,18 |
| 10   | Luca De Aliprandini       | Italia      | 2:33,25 |

Data: 2 febbraio

Località: Chamonix Les Planards

#### Combinata
| Pos. | Atleta                  | Nazione     |
| ---- | ----------------------- | ----------- |
| 1    | Colby Granstrom         | Stati Uniti |
| 2    | Jacopo Di Ronco         | Italia      |
| 3    | Kelby Halbert           | Canada      |
| 4    | Manuel Pleisch          | Svizzera    |
| 5    | Christoffer Kyllingstad | Norvegia    |
| 6    | Knut Masdal             | Norvegia    |
| 7    | Klemen Kosi             | Slovenia    |
| 8    | Aleksandr Andrienko     | Russia      |
| 9    | Giovanni Borsotti       | Italia      |
| 10   | Nick Daniels            | Stati Uniti |

Data: 31 gennaio-4 febbraio

Località: Chamonix Les Planards, Les Houches, Megève

Classifica ottenuta attraverso i piazzamenti ottenuti
in discesa libera, slalom gigante e slalom speciale

### Donne

#### Discesa libera
| Pos. | Atleta                  | Nazione  | Tempo   |
| ---- | ----------------------- | -------- | ------- |
| 1    | Jéromine Géroudet       | Francia  | 1:20,89 |
| 2    | Jessica Depauli         | Austria  | 1:21,88 |
| 3    | Lotte Smiseth Sejersted | Norvegia | 1:22,05 |
| 4    | Isabelle Stiepel        | Germania | 1:22,06 |
| 5    | Wendy Holdener          | Svizzera | 1:22,15 |
| 6    | Sofia Goggia            | Italia   | 1:22,23 |
| 7    | Margot Bailet           | Francia  | 1:22,26 |
| 8    | Andrea Thürler          | Svizzera | 1:22,32 |
| 9    | Elena Curtoni           | Italia   | 1:22,34 |
| 10   | Jasmin Rothmund         | Svizzera | 1:22,42 |

Data: 4 febbraio

Località: Megève

#### Supergigante
| Pos. | Atleta            | Nazione       | Tempo   |
| ---- | ----------------- | ------------- | ------- |
| 1    | Marine Gauthier   | Francia       | 1:32,21 |
| 2    | Jéromine Géroudet | Francia       | 1:32,29 |
| 3    | Michelle Morik    | Austria       | 1:32,58 |
| 4    | Lena Dürr         | Germania      | 1:32,72 |
| 5    | Tamara Tippler    | Austria       | 1:32,84 |
| 6    | Barbara Hoop      | Liechtenstein | 1:32,89 |
| 7    | Jasmin Rothmund   | Svizzera      | 1:32,91 |
| 8    | Vanessa Schädler  | Liechtenstein | 1:33,10 |
| 9    | Mona Løseth       | Norvegia      | 1:33,16 |
| 10   | Stephanie Irwin   | Canada        | 1:33,21 |

Data: 31 gennaio

Località: Megève

#### Slalom gigante
| Pos. | Atleta                  | Nazione  | Tempo   |
| ---- | ----------------------- | -------- | ------- |
| 1    | Mona Løseth             | Norvegia | 1:38,34 |
| 2    | Federica Brignone       | Italia   | 1:38,71 |
| 2    | Lena Dürr               | Germania | 1:38,71 |
| 4    | Evelyn Pernkopf         | Austria  | 1:39,02 |
| 5    | Lotte Smiseth Sejersted | Norvegia | 1:39,16 |
| 6    | Michelle Morik          | Austria  | 1:39,37 |
| 6    | Ramona Siebenhofer      | Austria  | 1:39,37 |
| 8    | Nadja Vogel             | Svizzera | 1:39,45 |
| 9    | Ragnhild Mowinckel      | Norvegia | 1:39,65 |
| 10   | Sara Hector             | Svezia   | 1:39,70 |

Data: 5 febbraio

Località: Les Houches

#### Slalom speciale
| Pos. | Atleta                  | Nazione  | Tempo   |
| ---- | ----------------------- | -------- | ------- |
| 1    | Christina Geiger        | Germania | 1:34,47 |
| 2    | Mona Løseth             | Norvegia | 1:36,04 |
| 3    | Sara Hector             | Svezia   | 1:36,82 |
| 4    | Simona Hösl             | Germania | 1:37,20 |
| 5    | Ramona Siebenhofer      | Austria  | 1:37,31 |
| 6    | Lotte Smiseth Sejersted | Norvegia | 1:37,35 |
| 7    | Erin Mielzynski         | Canada   | 2:37,62 |
| 8    | Elena Curtoni           | Italia   | 2:37,92 |
| 9    | Lena Dürr               | Germania | 2:37,99 |
| 10   | Michelle Morik          | Austria  | 2:38,00 |

Data: 1º febbraio

Località: Chamonix Les Planards

#### Combinata
| Pos. | Atleta                  | Nazione  |
| ---- | ----------------------- | -------- |
| 1    | Mona Løseth             | Norvegia |
| 2    | Lotte Smiseth Sejersted | Norvegia |
| 3    | Jessica Depauli         | Austria  |
| 4    | Nadja Vogel             | Svizzera |
| 5    | Ragnhild Mowinckel      | Norvegia |
| 6    | Jasmin Rothmund         | Svizzera |
| 7    | Federica Brignone       | Italia   |
| 8    | Evelyn Pernkopf         | Austria  |
| 9    | Elena Curtoni           | Italia   |
| 10   | Margot Bailet           | Francia  |

Data: 1º-5 febbraio

Località: Chamonix Les Planards, Les Houches, Megève 

Classifica ottenuta attraverso i piazzamenti ottenuti
in discesa libera, slalom gigante e slalom speciale

## Medagliere per nazioni
| Pos. | Nazione     | Oro | Argento | Bronzo | Totale |
| ---- | ----------- | --- | ------- | ------ | ------ |
| 1    | Francia     | 4   | 1       | 0      | 5      |
| 2    | Norvegia    | 2   | 3       | 2      | 7      |
| 3    | Italia      | 1   | 2       | 1      | 4      |
| 4    | Germania    | 1   | 2       | 0      | 3      |
| 5    | Stati Uniti | 1   | 0       | 0      | 1      |
| 5    | Svizzera    | 1   | 0       | 0      | 1      |
| 7    | Austria     | 0   | 3       | 2      | 5      |
| 8    | Canada      | 0   | 0       | 1      | 1      |
| 8    | Russia      | 0   | 0       | 1      | 1      |
| 8    | Slovenia    | 0   | 0       | 1      | 1      |
| 8    | Svezia      | 0   | 0       | 1      | 1      |